# Histoire du cinéma colombien
L'histoire du cinéma colombien inventorie, étudie et interprète l'ensemble des événements liés à cet art du spectacle en Colombie. Au cours de son histoire, le cinéma colombien n'a pas été considéré comme une industrie rentable, ce qui fit obstacle à une continuité de sa production. Lors des premières décennies du XXe siècle, quelques compagnies ont essayé de nourrir un niveau constant de production ; mais le manque d'appui économique et la forte concurrence étrangère ont cassé les initiatives. Grâce à la création de la Compañía de Fomento Cinematográfico (FOCINE), quelques productions ont pu être réalisées. Cependant, cette compagnie a été liquidée au début des années 1990. Actuellement, grâce à la loi du cinéma approuvée en 2003, des initiatives renaissent autour de l'activité cinématographique, ce qui permet une relance du cinéma colombien, tant sur le plan national qu'international.

## Premières œuvres
L'histoire du cinéma colombien a débuté le 13 juin 1897, deux ans après l'invention de la cinématographie par Auguste et Louis Lumière à Paris. En effet, c'est la date à laquelle le premier cinématographe est arrivé dans le pays par le port de Colón, grâce à Gabriel Veyre, qui était parti du port du Havre le 11 juillet 1896 à destination de l'Amérique.
Un historien du cinéma colombien, Luis Alfredo Álvarez, déclare que l'activité cinématographique colombienne débuta en 1897 avec l'arrivée du vitascope de Thomas Edison. Ainsi, le 21 août de cette année, au théâtre Peralta de Bucaramanga, Manuel Trujillo Durán présente pour la première fois un vitascope sur le territoire colombien actuel, ce qui est bien accueilli par le public local. Le 22 août, la population de Carthagène des Indes découvre une projection d'images en mouvement grâce à un vitascope Edison. Le 1er septembre 1897, au théâtre municipal de Bogota, Ernesto Vieco présente pour la première fois aux habitants de la capitale une projection de cinéma à l'aide d'un vitascope.

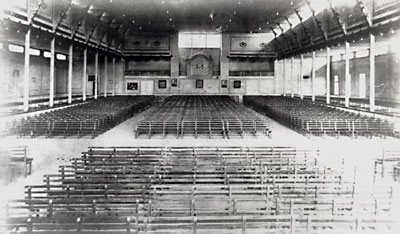
Olympia de Bogotá en 1914.

Peu après l'introduction du cinématographe en Colombie, le pays est en proie à une guerre civile appelée la Guerre des Mille Jours (1899-1902), provoquant la suspension de toutes les productions cinématographiques durant cette période. En 1905, le général Rafael Reyes Prieto, qui est président de la République, engage un cadreur français afin de filmer les principaux évènements officiels de la vie publique. À l'époque, les archives cinématographiques représentent surtout des actes officiels, des inaugurations solennelles et des revues militaires.
À cette époque, l'essor économique de la Colombie favorise le développement du cinéma. Beaucoup de films sont importés et plusieurs salles de cinéma sont construites, tel l'Olympia de Bogotá inauguré le 8 décembre 1912. On retrouve ainsi les frères italiens Francesco et Vincenzo Di Domenico qui importent des films français et italiens en Colombie. Ces mêmes frères créent, en 1913, la société industrielle cinématographique latino-américaine (espagnol : sociedad industrial cinematográfica latinoamericana ou SICLA), avec notamment l'aide de leurs beaux-frères Giuseppe et Erminio Di Ruggiero ainsi que leurs cousins Donato et Giovanni Di Doménico Mazzoli. Cette initiative est, selon Luis Alfredo Álvarez, « la première tentative organisée d'un cinéma national ». Les Di Domenico profitent également de l'assassinat du général Rafael Uribe Uribe le 15 octobre 1914 pour sortir, un an plus tard, le documentaire « El drama del 15 de octubre » (« Le drame du 15 octobre »). Ce film fait scandale car il montre les deux assassins du général Uribe interviewés dans leur cellule. La tentative avant-gardiste des frères Di Domenico d'attirer le public avec un sujet d'actualité sensible a pour conséquence de stopper net le projet d'une production régulière de films les années suivantes. Il faut ainsi attendre sept ans pour qu'Alfredo del Diestro et Máximo Calvo Olmedo réalisent, en 1922, le premier long métrage de fiction colombien, María, adaptation cinématographique du roman du même nom de Jorge Isaacs.

## Cinéma muet
L’époque du cinéma muet en Colombie est une époque dorée dans l’histoire du cinéma colombien puisque, entre 1921 et 1927, une douzaine de longs métrages ont été diffusés sur grand écran. Dans les années 1920, plusieurs compagnies cinématographiques font leur apparition telles que Casa Cinematográfica Colombia, Compaña Filmadora de Medellín, Casa Films, Colombia Films Company et Cine Colombia. Jusqu'en 1922, les producteurs de films abordaient notamment des sujets sur la nature ou sur la vie quotidienne[réf. nécessaire]. Avec María d'Alfredo del Diestro et Máximo Calvo Olmedo en 1922, on entre réellement dans l'ère du cinéma muet. Ce film s'est basé sur le roman du même nom, María, de Jorge Isaacs qui a été un best-seller en Colombie dès sa publication en 1867. Il ne reste plus aucune copie de ce film. Calvo a conservé quelques photographies du film dans un album et la Fundación Patrimonio Fílmico Colombiano possède encore un fragment de 45 secondes de ce film qui durait trois heures. Ce film entraîne, par ailleurs, la première polémique sur les droits d'auteur dans le monde cinématographique colombien, lorsque la famille Isaacs attente un procès contre le producteur du film, Valley Film. 
Un autre film de fiction, « Aura o las violetas » (« Aura ou les violettes »), a été adapté d'une œuvre littéraire de José María Vargas Vila et mis en scène par les frères Di Domenico en 1924. Le court métrage, d'une durée de 18 minutes, racontait l'histoire d'un mariage conflictuel entre un riche vieillard et une jeune fille pauvre.

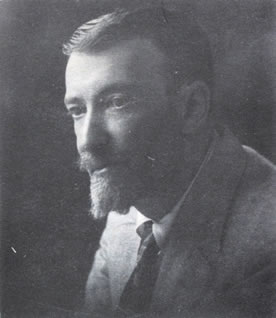
Arturo Acevedo Vallarino, en 1925.

Arturo Acevedo Vallarino, producteur et directeur d'une compagnie nationale de théâtre à Antioquia, a été un autre pionnier du cinéma colombien. En effet, après l'introduction de films étrangers en Colombie, les théâtres n'étaient plus aussi rentables et Acevedo a décidé de créer une maison de production, Acevedo e Hijos (« Acevedo et Fils ») en 1920. Cette société de production est la première à avoir réalisé un long métrage entièrement colombien, La tragedia del silencio (« La tragédie du silence »). En effet, le premier de ce cinéma national, El drama del 15 de octubre, est réalisé par les frères italiens Francesco et Vincenzo Di Domenico. Puis, pour María, la réalisation est faite par les Espagnols Alfredo del Diestro et Máximo Calvo Olmedo tandis que le rôle de la mère d'Efraín est joué par l'actrice mexicaine Emma Roldán. C'est également le seul film colombien de la période du cinéma muet à avoir une bande originale,, celle-ci ayant été spécialement composée par Alberto Urdaneta Forero (1895-1954) afin d'accompagner la pellicule lors de sa projection. Il paraît pour la première fois en salle le 18 juillet 1924 au théâtre Faenza à Bogotá, attirant un public nombreux. Cependant, selon Gonzalo Acevedo Bernal, « le succès économique fut faible ». À la suite de la représentation de La tragedia del silencio à Medellín, Acevedo e Hijos attire l'attention de l'industriel Gonzalo Mejía. Grâce à son aide financière, la compagnie réalise un nouveau film en 1925, Bajo el cielo antioqueño (« Sous le ciel d'Antioquia »). 
Les films en Colombie ont surtout abordé des thèmes comme la nature, le folklore et le nationalisme, avec quelques exceptions où les films étaient issus de la littérature. En 1926, le film Garras de oro, réalisé par P.P. Jambrina, s'est basé sur un fait politique, à savoir la séparation du Panama de la Colombie en 1903, tout en critiquant le rôle joué par les États-Unis lors de cet évènement historique.
La production cinématographique ne se concentrait pas que sur Bogota. Grâce à une volonté de décentralisation, plusieurs films ont été tournés dans d'autres villes telles que Cali, Medellín, Barranquilla, etc. Par ailleurs, c'est à Cali que fut fondée en 1923 la compagnie « Colombia Film », afin de réaliser des films demandant davantage d'exigences techniques. Elle assura notamment la production de deux longs métrages de Camilo Cantinazzi : « Suerte y azar » (« La Chance et le Hasard ») en 1925 et « Tuya es la culpa » (« C'est ta faute ») en 1926.
Le film « Alma provinciana » (« Âme provinciale »), réalisé en 1925 par Félix Joaquín Rodríguez, est considéré comme étant l'un des meilleurs films du cinéma muet colombien sur le plan technique. En effet, son réalisateur, qui avait émigré aux États-Unis de 1915 à 1919 et fréquenté le milieu hollywoodien, était revenu en Colombie après avoir appris les techniques de bases de la prise de vues, du développement et du montage.
Les principaux longs métrages de l'époque du cinéma muet en Colombie ont été perdus et les copies sur support inflammable ne peuvent plus être consultées. Pour certains de ces films, il subsiste également quelques photographies.

Photographies de films muets colombiens.
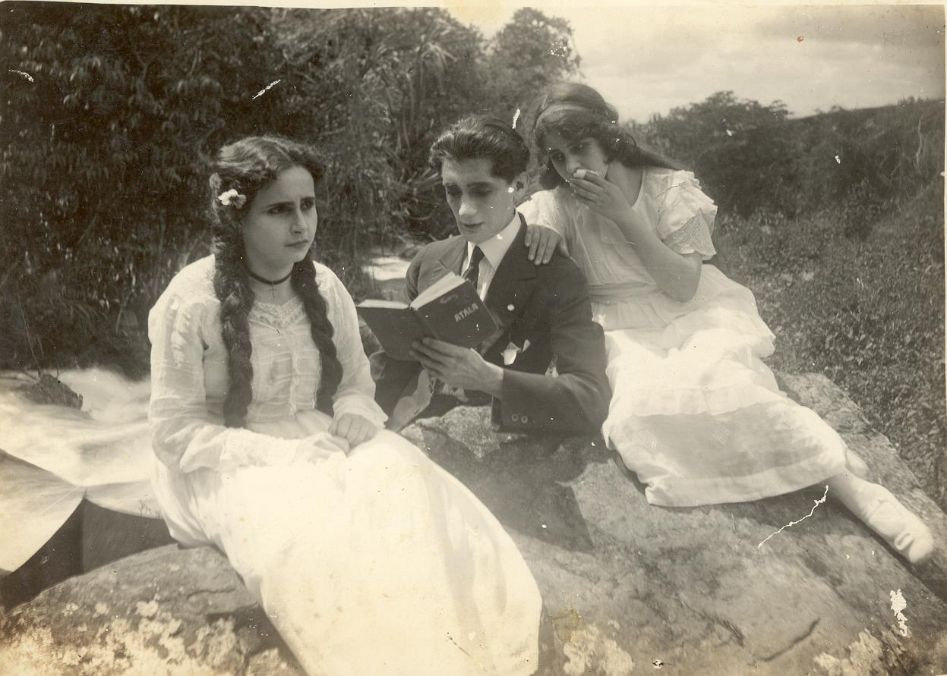
María (1922)
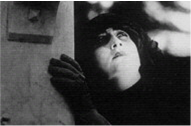
Bajo el cielo antioqueño (1925)
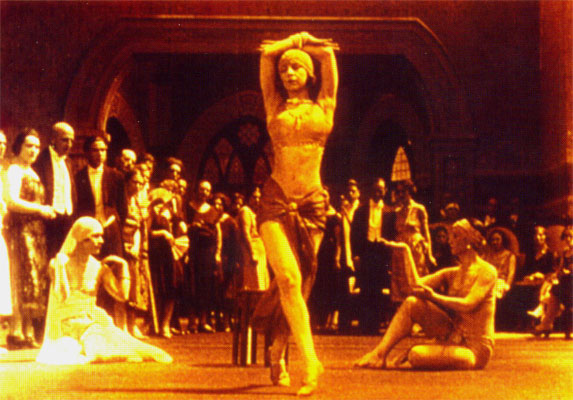
Garras de oro (1926)

## Les débuts du cinéma sonore

### La crise des années 1930
Vers 1928, avec l'arrivée du cinéma sonore, c'est la fin de l'âge d'or de la production cinématographique colombienne qui connaît des difficultés. Le cinéma muet ne peut opposer de réelle résistance face à cette nouvelle technologie plus onéreuse et compliquée à faire. Les films locaux ont été incapables de rivaliser avec les films hollywoodiens offrant une meilleure qualité. À cela s'ajoute la compétitivité des films argentins et mexicains. Ainsi, les frères Di Domenico, qui considéraient le cinéma sonore comme un obstacle infranchissable, vendirent leur stock de films étrangers ainsi que leur matériel cinématographique. En revanche, les frères Acevedo ont continué à projeter régulièrement leurs « Actualités colombiennes » qui traitaient d'évènements officiels, sportifs et sociaux, et ce jusqu'en 1948[réf. nécessaire]. Par ailleurs, avec l'arrivée sur le marché le 7 juin 1927 de la compagnie Cine Colombia qui diffuse notamment des films importés, les autres entreprises cinématographiques cessent peu à peu leurs activités, à l'exception de Acevedo e hijos. Ces deux sociétés s'associent entre 1929 et 1932 pour réaliser le Noticiero Cineco (les actualités Cineco) qui relate la vie quotidienne de certains secteurs de l'aristocratie nationale, les célébrations sportives, les courses de taureaux, le théâtre, la danse, des processions, les combats de boxe et les carnavals estudiantins.
En 1931, les recherches techniques sur le cinéma sonore, réalisées par Carlos Schroeder qui est d'origine allemande et César Estévez, donnent naissance à un nouvel appareil perfectionné : le Cine Voz Colombia. Cette invention était capable de s'adapter sur n'importe quel projecteur de cinéma muet et de permettre la reproduction du son à partir de disques.

### Les premières productions
Produit par Acevedo e Hijos et Carlos Schroeder, le premier film sonore colombien a été « Los Primeros ensayos del cine parlante nacional ». Lors de sa sortie en salle le 1er avril 1937, il durait 25 minutes et seulement 9 minutes ont pu être préservées.
Le premier long métrage de fiction sonore Al son de las guitarras (« Au son des guitares ») a été réalisé en 1938 par Alberto Santana et supervisé par Carlos Schroeder.
Lors de la Seconde Guerre mondiale, l'importation de films européens vers la Colombie cesse, laissant la place libre aux films nord-américains et mexicains. Dans une optique de protectionnisme, l'État colombien institue la loi no 9 de 1942 de promotion de l’industrie cinématographique,. Dans cette loi de protection du cinéma, il est stipulé que le caractère national est nécessaire à toute compagnie cinématographique afin de pouvoir profiter de l’exonération de taxes douanières sur l’importation de certains produits nécessaires à leur activité. Le gouvernement d'Alfonso López Pumarejo se propose également d’exempter d’impôts les maisons de production et les salles de cinéma qui diffuseraient des courts-métrages nationaux en format 35 mm, sonores et parlants dans leur totalité, la mise en vigueur étant effective à travers le décret no 1309 de 1944.
Entre 1941 et 1945, dix longs métrages colombiens de fiction ont été réalisés par quatre compagnies :
- la maison de production Calvo Film, créée en 1941 par Máximo Calvo, a dirigé la production de Flores del valle (« Fleurs de la vallée ») en 1941 et Castigo del Fanfarrón en 1944 ;
- en 1942, Oswaldo Duperly et les frères Leopoldo et Georges Crane Uribe fondent la compagnie Ducrane Films, le nom de l'entreprise étant issu de l'association de leurs patronymes. Ils ont réalisé divers films tels que Allá en el trapiche (« Là-bas au pressoir ») de Roberto Saa Silva et Gabriel Martínez en 1943, Golpe de gracia (« Coup de grâce ») de Hans Brückner et Oswaldo Duperly en 1944, Sendero de luz (« Sentier de lumière ») d'Emilio Alvárez Correa en 1945 ;
- en 1943, certains acteurs, s'étant séparés de la Ducrane Films, ont fondé la compagnie Patria Films dirigée par Alfonso Gaitán, Gabriel Martínez, Humberto Onetto et Lily Alvárez. Ils ont produit Antonia Santos et Bambucos y Corazonesen 1944, ainsi que El sereno de Bogotá (« Le Veilleur de nuit de Bogotá ») en 1945 ;
- en 1944, Cofilma a été fondée par des capitalistes d'Antioquia et a permis la production de Anarkos en 1944 et de La canción de mi tierra (« Le chant de ma terre ») en 1945.

Fondées lors de la Seconde Guerre mondiale, ces quatre compagnies cessèrent leurs activités en 1946.
Antonia Santos, également intitulé Horizontes de gloria, fut le premier film colombien à aborder le thème des luttes indépendantistes. Produit en 1944 par Miguel Joseph y Mayol et Gabriel Martínez, il raconte les dernières années de la vie d'Antonia Santos luttant contre le joug espagnol. La Fundación Patrimonio Fílmico Colombiano possède encore un fragment de 45 secondes de ce film qui durait soixante minutes.

## Deuxième moitié duXXesiècle: un cinéma qui se cherche

### Années 1950 et 1960: une période de transition
Durant cette période, de nouvelles compagnies se créèrent mais eurent la vie courte. Parmi elles, Caribe Sonofilms (1951-1953), Procinal (1947-1955) avec la réalisation du film Colombia Linda (« Belle Colombie ») en 1955, etc.
Dans les années 1950, Gabriel García Márquez et Enrique Grau ont tenté de relancer l'industrie cinématographique. Ils réalisent en 1954, avec l'aide de l'écrivain Álvaro Cepeda Samudio et du photographe Nereo López, le court-métrage surréaliste « La langosta azul » (« La Langouste bleue »). Le film le plus important des années 1950 fut certainement « El milagro de la sal » (« Le Miracle du sel »), réalisé à Zipaquirá, près de Bogotá, par le réalisateur mexicain Luis Moya Sarmiento en 1958. Nous pourrions également citer « La gran obsesión » (« La Grande Obsession ») de Guillermo Ribón Alba, produit en 1955.
La compagnie Acevedo e Hijos cesse ses activités cinématographiques au milieu des années 1950, leurs images étant rachetées en 1964 par le département des relations publiques et de publicité de la société Intercol avant d'être récupérées dans les années 1980 par la Fundación Patrimonio Fílmico Colombiano.
Lors des années 1960, il y eut plus de films réalisés que durant les décennies précédentes. Cependant, elles n'ont pas été considérées comme une période de reprise du cinéma national colombien, de nombreux réalisateurs commençant leur carrière après avoir terminé leurs études dans ce domaine. Lors de cette décennie où virent le jour de nombreux courts métrages documentaires, trois longs métrages parvinrent à obtenir un succès commercial : Tres cuentos colombianos (1962) de Julio Luzardo qui attire plus de 40 000 spectateurs colombiens, Un ángel de la calle (1966) de Zacarías Gómez Urquiza et Aquileo venganza (1968) de Ciro Durán. Si le film El río de las tumbas (1964), « consciemment politique » selon les dires de son réalisateur Julio Luzardo, connait un faible succès lors de sa sortie, il est considéré trente ans plus tard « comme l'un des plus authentiques parmi la quantité de ceux réalisés durant cette période », devenant même très prisé dans les ciné-clubs.

### Années 1970: la pornomisère

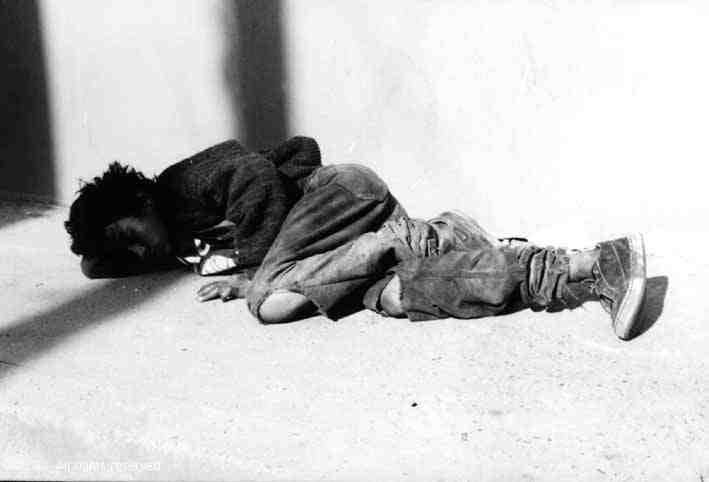
Un enfant dans la rue : une scène commune utilisée par la pornomiseria dans les années 1970

En 1971, une nouvelle législation essaie de réglementer les courts et longs métrages. Il s'agit du décret no 1309, complété par la résolution no 315 de la Superintendencia de los precios, qui a encouragé la production de films colombiens en répartissant des pourcentages entre le producteur, le distributeur et l'exploitant. Ce décret a eu pour conséquence un fort développement des courts-métrages. La même année, à Cali, la compagnie de production de cinéma Cine Colombia inaugure le premier multiplexe cinématographique en Colombie.
La Junta Asesora de Calidad (Conseil consultatif de qualité) est créée en 1974 et dépend de la section cinématographique du Ministère des Communications. Elle avait pour objectif de freiner la production des « mauvais » courts-métrages en les rejetant ou en les privant d'aides au lancement, ce qui a conduit à une baisse sensible de la production de films.
Dans les années 1970, en Colombie et dans d'autres pays voisins comme le Brésil ou le Venezuela, on assiste à la naissance de la pornomisère (espagnol : pornomiseria) où certaines productions cinématographiques décident de se tourner vers la pauvreté et la misère humaine, afin de gagner de l'argent et avoir une reconnaissance internationale[non neutre]. De nombreux thèmes tels que la misère du peuple, la vie des marginaux, les enfants des rues, les activités de trafic de drogue, l'indifférence et la corruption politique sont abordés dans ce nouveau style de cinéma. Un des films qui présente toutes les caractéristiques de ce genre a été Gamin (« Clochard »), un documentaire de Ciro Durán en coproduction avec l'Institut national de l'audiovisuel français, paru en 1978, à propos des enfants des rues de Bogota, qui ont rompu leurs attaches familiales pour vivre de mendicité et de prostitution.
Carlos Mayolo et Luis Ospina réalisent en 1978 le court métrage Agarrando pueblo (es). Il y combinent satire et dénonciation afin de critiquer vivement l'utilisation de l'extrême pauvreté à des fins mercantilistes. À l'occasion de la sortie de ce film, qui remporte différents prix nationaux et internationaux, les deux réalisateurs rédigent le manifeste de la pornomisère. Ils y écrivent notamment que « Le cinéma colombien indépendant a eu deux origines. Une première qui visait à interpréter ou à analyser la réalité et une deuxième qui découvrait, à l'intérieur même de cette réalité, des éléments anthropologiques et culturels afin de la transformer. Au début des années 1970, avec la loi de soutien au cinéma, un certain type de documentaire est apparu, qui copiait superficiellement les réalisations et les méthodes des cinémas indépendants jusqu'à les dénaturer. Ainsi, la misère est devenue un thème choquant, une marchandise facile à vendre, à l'étranger en particulier, où la misère est la contrepartie de l'opulence des consommateurs. Si la misère avait servi d'élément de dénonciation et d'analyse pour les cinémas indépendants, l'appât du gain n'offrait pas une méthode susceptible de découvrir de nouvelles prémisses pour analyser la pauvreté. Bien au contraire, ce nouveau cinéma indépendant et misérabiliste a créé des schémas démagogiques jusqu'à devenir un genre que l'on pourrait appeler la porno-misère ».
Les critiques de la pornomiseria estimaient que cette tendance n'abordait pas assez en profondeur les problèmes sociaux et avait une vision trop réductrice car il n'y avait pas de véritables recherches sur le terrain.

### FOCINE
La Compañía de Fomento Cinematográfico (FOCINE) fut fondée le 28 juillet 1978 en Colombie, via le décret 1244, durant le mandat présidentiel d'Alfonso López Michelsen. Elle avait pour mission d'administrer un « fonds spécial destiné exclusivement à financer l'industrie cinématographique » défini selon le décret no 950 de 1976. FOCINE était une institution d’État dépendant du Ministère des communications colombien, qui a permis la réalisation de vingt-neuf longs-métrages ainsi que de nombreux courts-métrages et documentaires. 
Cependant, la corruption au sein de FOCINE conduisit l'institution à déposer le bilan en 1993, à la suite du décret 2125 du 29 décembre 1992. Cette décision entraîna une diminution de la production d’œuvres cinématographiques en Colombie.

### L'après-FOCINE
La fin de FOCINE n'a cependant pas empêché les réalisateurs de produire sans aide de l’État par la suite. C'est par exemple le cas de La Petite Marchande de roses qui a été produit grâce au travail et aux ressources du réalisateur Erwin Gögel sous la direction de Víctor Gaviria en 1998. Ce film, qui est cependant resté seize semaines à l'affiche en Colombie, attirant le public colombien, ne permet pas aux producteurs d'atteindre le seuil de rentabilité, les recettes engendrées étant insuffisantes.
Au cours de la dernière décennie du XXe siècle, après la perte du soutien de l'État lors de la liquidation de FOCINE, les cinéastes du pays ont fondé leurs espoirs sur les coproductions avec des pays européens. Ils ont réussi à accomplir quelques films remarquables telles que les productions du réalisateur Sergio Cabrera, dont le film La estrategia del caracol (« La Stratégie de l'escargot ») en 1993 qui a remporté de nombreux prix internationaux et provoqué un grand intérêt du public colombien.
Pa ailleurs, après la disparition de FOCINE en 1993, la loi no 397 de 1997 - ou « Loi Générale de la Culture » - a donné naissance au Ministère de la Culture. Dès lors, des discussions ont pu aboutir à la création d'une feuille de route qui avait pour but d'élaborer un cinéma propre à la Colombie afin qu'il « préserve la pureté de l'ADN national ». Celle loi a également permis la création du Fonds Mixte de Promotion Cinématographique (Fondo Mixto de Promoción Cinematográfica) Proimágenes en Movimiento. Il s'agit d’une corporation privée sans but lucratif qui cherche à consolider et solidifier le secteur cinématographique colombien, grâce à une participation publique et privée et en devenant un acteur privilégié sur les concertations de politiques publiques et sectorielles. La participation publique se fait ainsi via les ministères de la Culture, de l'Éducation et des Communications, l'Université nationale, la direction des impôts nationaux et la banque centrale hypothécaire. Quant à la participation privée, elle est réalisée par l'entreprise américaine Kodak, la fondation du patrimoine filmique colombien et l'association colombienne de distributeurs de films de cinéma.

## Début duXXIesiècle: vers un cinéma dynamique?
Quelques années plus tard, la loi no 814 de 2003, plus connue sous le nom de « loi du cinéma » est instaurée. Elle soutient l'activité cinématographique en Colombie, à travers l'instauration d'une taxe de 8,5 % sur les revenus nets des distributeurs et exploitants générés par la distribution et la diffusion de films étrangers. De plus, les exploitants bénéficient d'un abattement de 6,5 % s’il s’agit de la projection d’un court-métrage colombien certifié par le Ministère de la culture. Par ailleurs, cette loi inclut un prélèvement de 5 % sur les recettes des producteurs de films colombiens afin d'alimenter un fonds de soutien (Fonds pour le Développement Cinématographique, FDC) géré par le Consejo Nacional de las Artes y la Cultura en Cinematografía (Conseil National des Arts et de la Culture en Cinématographie, CNACC). Cet impôt est destiné à appuyer les réalisateurs de longs-métrages, courts-métrages ou documentaires, ainsi que des projets de formation. Enfin, bien que les investisseurs puissent récupérer près de 50 % de leurs investissements par le biais de déductions fiscales, il s'avère que les producteurs sont exclus de ce système d'aides, ne pouvant obtenir des ressources que s'ils obtiennent un prix attribué par un jury pour leur film.
Par la suite, la loi no 1556 de 2012, également appelée « loi Filmación Colombia » est mise en œuvre afin de placer la Colombie comme une scène pour tourner et produire des films en attirant des producteurs étrangers qui engageraient des entreprises colombiennes de services cinématographiques au niveau artistique et technique,. Ainsi, pour les films entrant dans les critères de cette loi, 40 % des coûts de pré-production, de tournage et de post-production sont pris en charge par le Fondo Fílmico Colombia qui est rattaché au Ministère du Commerce, de l'Industrie et du Tourisme et le gouvernement couvre 20 % des dépenses d'hôtels, de nourriture et de transport,.
On assiste dans les années 2010 à des succès à l'international, avec des films de fiction issus de réalisateurs de Cali comme La Terre et l'Ombre de César Augusto Acevedo, primé au Festival de Cannes 2015 par la Caméra d'Or, ou  La Barra de Óscar Ruiz Navia, Prix FIPRESCI au Festival international du film de Berlin, lequel réalisateur revendique de pouvoir aussi créer, hors circuit institutionnel, des films à petit budget.

### Ouvrages utilisés
- Angélica-Maria Mateus Mora, Cinéma et audiovisuel latino-américain : l'Indien, images et conflits, Paris, Éditions L'Harmattan, 2012, 266 p. (ISBN 978-2-296-99706-6, lire en ligne)

1. 1 2  p. 73
2. 1 2 3 4 5  p. 74
3. ↑  p. 75

- Guy Hennebelle et Alfonso Gumucio-Dagmón, Les cinémas de l'Amérique latine, Lherminier, coll. « Le cinéma et son histoire », 1981, 543 p. (ISSN 0181-7337, lire en ligne)

1. ↑  p. 229
2. ↑  p. 233

- Paul Roselé Chim, Économie du cinéma de l'audiovisuel et de la communication, Éditions Publibook, 2003, 193 p. (ISBN 978-2-7483-2590-4, lire en ligne)

1. ↑  p. 97
2. 1 2 3  p. 98
3. ↑  p. 98-99

### Autres références
1. 1 2  (es) Leila El' Gazi, « Cien años de la llegada del cine a Colombia : abril 13 de 1897 », Revista Credencial Historia, no 88,‎ avril 1997 (lire en ligne)
2. 1 2 3  (es) Efraín Bahamón P. et Jorge Nieto, « Los pioneros que vinieron de afuera », Cuadernos de cine colombiano, no 7,‎ juin-décembre 2005, p. 46-53 (ISSN 1692-6609)
3. ↑  (es) Jorge Alberto Moreno G., Rito Alberto Torres M., « Cronología de la llegada del cine a Colombia (1897-1899) », Fundación Patrimonio Fílmico Colombiano (consulté le 18 février 2013).
4. ↑  (es) Jorge Nieto et Diego Rojas, Tiempos del Olympia, Bogota, Fundación Patrimonio Filmico Colombiano, 1992, 132 p. (ISBN 958-95510-1-7, lire en ligne)
5. 1 2  (es) Diego Rojas Romero, « Cine colombiano : primeras noticias, primeros años, primeras películas », Revista Credencial Historia, no 88,‎ avril 1997 (lire en ligne)
6. ↑  (es) Hernando Salcedo Silva, Fin de la période « primitive », Crónicas del cine colombiano: 1897-1950, Carlos Valencia Editores, 1981
7. ↑  (es) Pedro Adrián Zuluaga, « Noviembre 21 de 1915 : El cine que no pudo ser », Semana,‎ 30 mai 2004 (lire en ligne)
8. ↑  (es) Leila El'Gazi, « María (Máximo Calvo) », Revista Credencial Historia, Bogota, no 112,‎ avril 1999 (lire en ligne)
9. ↑  (en) Peter H. Rist, Historical Dictionary of South American Cinema : Historical Dictionaries of Literature and the Arts, Lanham, Rowman & Littlefield, 2014, 760 p. (ISBN 978-0-8108-8036-8, lire en ligne), p. 172
10. ↑  (es) Leila El'Gazi, « María (Máximo Calvo) », Revista Credencial Historia, no 112,‎ avril 1999 (lire en ligne)
11. ↑  (es) Juana Salamanca Uribe, « El nacimiento de las industrias culturales », Credencial Historia, no 268,‎ 1er avril 2012 (lire en ligne)
12. ↑  (es) « Aura o las violetas (1924) », Proimágenes Colombia (consulté le 19 février 2013).
13. ↑  (es) Hernando Salcedo Silva, Entrevue avec Gonzalo Acevedo, Crónicas del cine colombiano: 1897-1950, Carlos Valencia Editores, 1981
14. 1 2 3  (es) Rito Alberto Torres, « Orígenes del cine colombiano: « Hemos de tener arte propio » (II) » [archive du 9 mai 2014], sur patrimoniofilmico.org.co, Fundación Patrimonio Fílmico Colombiano (consulté le 9 mai 2014).
15. ↑  (es) Rito Alberto Torres, « Exposición Cine Silente Colombiano: Sonorización el patrimonio audiovisual colombiano por músicos uniandinos » [PDF], sur patrimoniofilmico.org.co, Fundación Patrimonio Fílmico Colombiano, avril 2011 (consulté le 10 juin 2014), p. 3.
16. 1 2  (es) « Los Acevedo hacen cine (1924) », El Tiempo,‎ 26 avril 2010 (lire en ligne)
17. ↑  (es) Hernando Martínez Pardo, Historia del Cine Colombiano, Éd. América Latina (Bogotá), 1978
18. ↑  (es) Hernando Salcedo Silva, Entrevue avec la veuve du docteur Félix Rodríguez, Crónicas del cine colombiano: 1897-1950, Carlos Valencia Editores, 1981
19. ↑  (es) Leila El Gazi, « Acevedo, Familia », Bibliothèque Luis Angel Arango.
20. 1 2  (es) Jorge Alberto Moreno Gómez, « Cine Colombia: 80 años », Fundación Patrimonio Fílmico Colombiano, 2007 (consulté le 19 février 2013).
21. ↑  (es) « 1916-1937 : El cine silente o la Colombia idealizada », Fundación Patrimonio Fílmico Colombiano (consulté le 19 février 2013)[PDF].
22. ↑  (es) L'arrivée du cinéma sonore et parlant en Colombie, Rito Alberto Torres, Institut du patrimoine cinématographique colombien
23. ↑  (es) Loi no 9 de 1942
24. ↑  Julián David Correa R., « Révolutions sur tous les écrans », dans Ouvrage collectif, Cinémas d'Amérique Latine, Toulouse, Presses universitaires du Mirail (no 18), 2010, 168 p. (ISBN 9782810700950), p. 49-57
25. ↑  (es)« Antonia Santos », ProImagenes Colombia (consulté le 20 février 2013).
26. ↑  (es) Biographie de Gabriel García Márquez
27. 1 2  (en) Peter H. Rist, Historical Dictionary of South American Cinema : Historical Dictionaries of Literature and the Arts, Lanham, Rowman & Littlefield, 2014, 760 p. (ISBN 978-0-8108-8036-8, lire en ligne), p. 174
28. ↑  Jorge Nieto, « Mémoire : Colombie », dans Ouvrage collectif, Cinémas d'Amérique Latine, Toulouse, Presses universitaires du Mirail (no 3), 1995, 96 p. (ISSN 1267-4397), p. 82
29. ↑  (es) « 1960-1977 : Arduos campos de batalla »(Archive.org • Wikiwix • Archive.is • Google • Que faire ?), Institut du patrimoine cinématographique colombien
30. ↑  (es) « Des champs de bataille ardus »(Archive.org • Wikiwix • Archive.is • Google • Que faire ?), Institut du patrimoine cinématographique colombien
31. ↑  (es) Omar Khan, « Desde la 'pornomiseria' hasta los circuitos comerciales », dans El País, le 24/11/2007
32. 1 2  « Agarrando pueblo », Proimágenes Colombia (consulté le 27 mai 2015).
33. ↑  (es) Lucy Lorena Libreros, « Restauran el documental 'Agarrando Pueblo' para presentarlo en el Festival de Cine de Cartagena », El País,‎ 8 mars 2015 (lire en ligne, consulté le 27 mai 2015)
34. ↑  (es) « Homenajes a un grande del cine colombiano », Semana,‎ 20 février 2015 (lire en ligne, consulté le 27 mai 2015)
35. ↑  « Agarrando pueblo », Festival des trois continents, 2014 (consulté le 27 mai 2015).
36. ↑  Rito Alberto Torres Moya, « Los López: Pumarejo, Michelsen y Caballero en el audiovisual colombiano » (consulté le 8 avril 2014).
37. 1 2  (es) Histoire du cinéma en Colombie, María Consuelo Araujo Castro, Ministra de Cultura, Tomado del libro Largometrajes Colombianos en Cine y Video, 2005
38. ↑  (es) « FOCINE: la toma final », El Tiempo,‎ 17 janvier 1993 (lire en ligne)
39. 1 2 3  Julián David Correa, « Douleur & diversité : le cinéma et la violence contemporaine en Colombie », dans Ouvrage collectif, Cinémas d'Amérique Latine, Toulouse, Presses universitaires du Mirail (no 12), 2004, 189 p. (ISBN 9782858167227), p. 141-148
40. 1 2  Julián David Correa, « Trois actes de foi », dans Ouvrage collectif, Cinémas d'Amérique Latine, Toulouse, Presses universitaires du Mirail (no 7), 1999, 183 p. (ISBN 9782858164479), p. 133-138
41. ↑  (en) Liste des prix obtenus par le film La estrategia del caracol
42. ↑  (es) Loi no 397 de 1997
43. 1 2  (es) Luis Fernando Afanador, « Cine : tanteo y error », Revista Arcadia, 3 mars 2010 (consulté le 6 avril 2011).
44. ↑  (es) Qu’est-ce Proimágenes?
45. ↑  Claudia Triana de Vargas, « Le Fonds mixte de promotion cinématographique », dans Ouvrage collectif, Cinémas d'Amérique Latine, Toulouse, Presses universitaires du Mirail (no 7), 1999, 183 p. (ISBN 9782858164479), p. 129-130
46. ↑  (es) Loi no 814 de 2003
47. ↑  (es) « La ley de cine para todos »(Archive.org • Wikiwix • Archive.is • Google • Que faire ?)
48. ↑  (fr) Emmanuel Cocq, « Les coûts de production des œuvres audiovisuelles dans les pays en développement) »(Archive.org • Wikiwix • Archive.is • Google • Que faire ?), Groupe d’Économie Mondiale de SCPO Paris, mars 2007
49. ↑  (es) Sergio Villamizar D., « 2012 : Un año único para el cine colombiano », El Universal,‎ 29 décembre 2012 (lire en ligne)
50. ↑  (es) Adelfa Martínez, « Nuestro cine para todos ya es una realidad », El Tiempo,‎ 7 septembre 2012 (lire en ligne)
51. 1 2  (es) Congrès de la République de Colombie, « Ley 1556 de 2012 - Ley Filmación Colombia », 9 juillet 2012 (consulté le 27 février 2013).
52. ↑  (es) Juan David Montoya, « Medellín podría ser Meca del cine », El Colombiano,‎ 15 juillet 2012 (lire en ligne)
53. ↑   Ghislaine Tabareau-Desseux, Quelques jours avec Óscar Ruiz Navia, réalisateur de La Barra (1) sur fichesducinema.com, 30 mars 2012